# Once Upon a Time (filme de 1944)
Once Upon a Time (bra: O Eterno Pretendente) é um filme estadunidense de 1944, do gênero comédia dirigido por Alexander Hall.

## Sinopse
Um produtor da Broadway encontra a fama com seu novo espetáculo: uma lagarta dançarina.

## Elenco
- Cary Grant como Jerry Flynn
- Janet Blair como Jeannie Thompson
- James Gleason como McGillicuddy aka The Moke
- Ted Donaldson como Arthur 'Pinky' Thompson
- William Demarest como Brandt
- Lewis Wilson como Homem (não-creditado)
- Lloyd Bridges como Capitão aviador (não creditado)
- Lucile Browne como Miss Flemming (não creditada)
- Bob Reeves como Policial na escrivaninha (não-creditado)
- Frank Mayo como Harry - Repórter (não-creditado)